# Niherne
Niherne is een gemeente in het Franse departement Indre (regio Centre-Val de Loire). De plaats maakt deel uit van het arrondissement Châteauroux. Niherne telde op 1 januari 2022 1.457 inwoners.

## Geografie
De oppervlakte van Niherne bedroeg op 1 januari 2022 42,87 vierkante kilometer; de bevolkingsdichtheid was toen 34 inwoners per km².

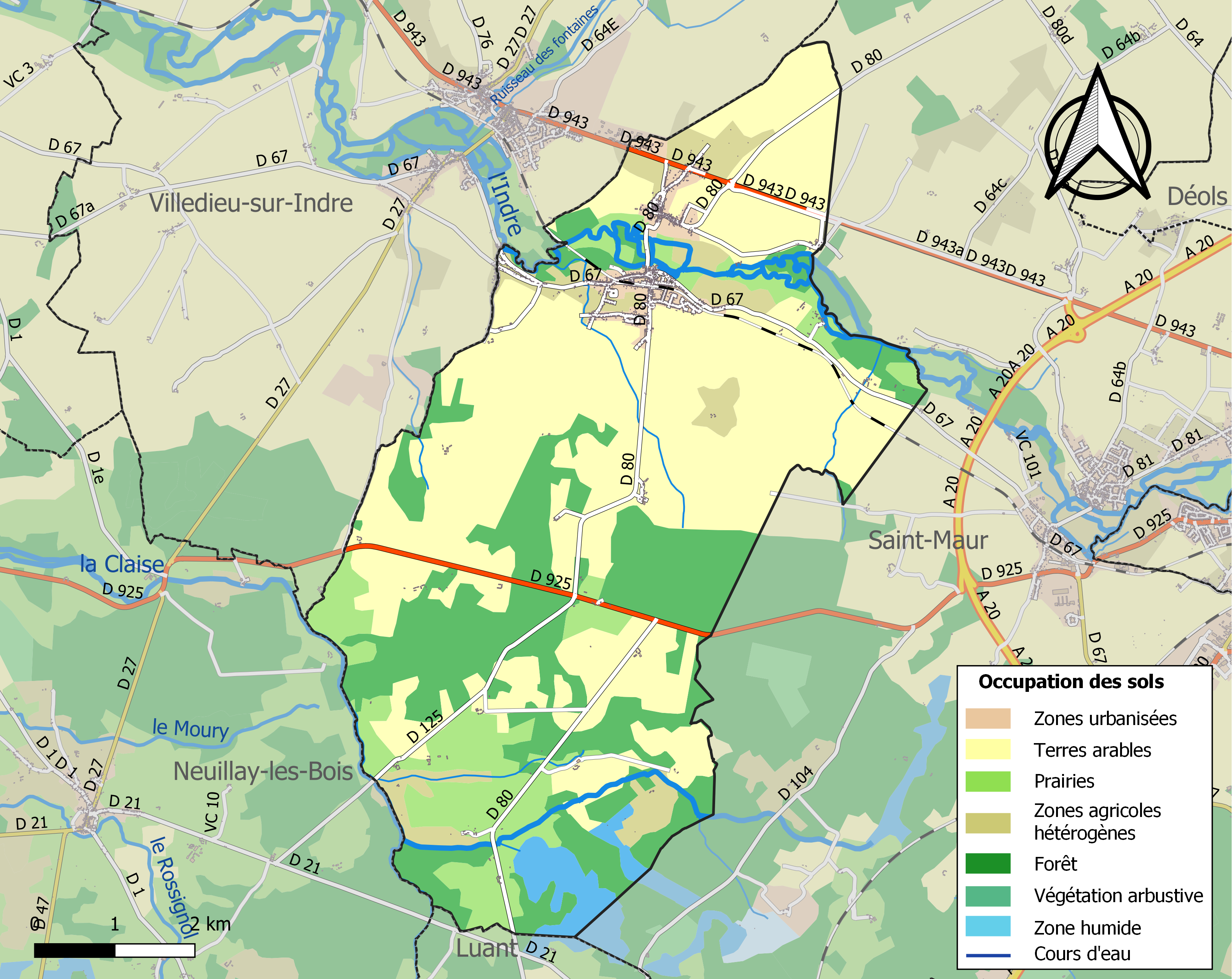
Kaart van de gemeente met belangrijkste infrastructuur, bodemgebruik en omliggende gemeenten

## Demografie
Onderstaande figuur toont het verloop van het inwonertal (bron: INSEE-tellingen).